# Milan Muškatirović
Milan Muškatirović   (Bihać, 9 de març de 1934 - Belgrad, 27 de setembre de 1993) fou un waterpolista serbi que va competir sota bandera iugoslava durant les dècades de 1950 i 1960. Jugava de porter.
El 1960 va prendre part en els Jocs Olímpics d'Estiu de Roma, on fou quart en la competició del waterpolo. Quatre anys més tard, als Jocs de Tòquio, guanyà la medalla de plata en la mateixa prova.
En el seu palmarès també destaquen dues medalles de plata al Campionat d'Europa de waterpolo, el 1958 i 1962, una medalla de plata als Jocs del Mediterrani de plata el 1963 i una medalla d'or a les Universíades de 1959.
A nivell de clubs debutà al VK Železničar. Amb el PVK Jadran va guanyar la lliga iugoslava de 1958 i 1959. Posteriorment jugà al Partizan, amb qui guanyà la lliga iugoslava de 1963, mentre el 1964 i 1966 guanyà la Copa d'Europa de Waterpolo.